# Castellarano
Castellarano je italské město v provincii Reggio Emilia a v regionu Emilia-Romagna.

## Geografie
Město se rozprostírá na ploše 57,49 km² podél řeky Secchia. Od měst Reggio Emilia a Modena je vzdálené asi 25 km.

## Historie
Doba prvního osídlení této oblasti spadá už do roku 2000 př. n. l. Národy, které potom oblast postupně osídlovali byli: Ligurové, Etruskové, Galové a Římané.
Bylo zde objeveno velké množství archeologických nálezů, které jsou uloženy v muzeích v Modeně a v Reggio Emilia (jako například 5 hrobek Langobardů).